# ジョエル・ブリュアン
ジョエル・ブリュアン（Joel Bruant, 1948年 - ）は、フランスの料理人。リヨン近郊のサンテ・ティエンヌ生まれ。ポール・ボキューズ のスー・シェフ（2番手）を経て1972年にボキューズ提携のレンガ屋開店のため来日。1980年、南青山（表参道）にレストラン・ジョエルを開店。2006年現在、フランス料理アカデミー日本支部会長。
フェルナン・ポワンからポール・ボキューズ を経て脈々と続くクラシックなフランス料理に定評がある。またリヨンの郷土料理を昇華させた数々のスペシャリテもある。幼い頃から食道楽の両親に連れられてポワンのピラミッドやメール・ブラジエをはじめとするリヨン廻りのレストランの黄金時代の料理を食べ歩いた。その経験を基にしたクラシックな料理や17～19世紀の料理の再現を行うなど、日本におけるフランス料理の生きた博物館としての役割も果たしている。今は亡きパティシエのアンドレ・ルコントと彼は日本のフランス料理の発展に果たした。
2007年2月末に表参道のレストランの26年の歴史を終え、3月30日に六本木の防衛庁跡地の東京ミッドタウンにスタッフとともに移動、新しいレストラン、キュイジーヌ・フランセーズJJを開いた。

## スペシャリテ
- 鱸のパイ包み焼き　ソース・ショロン
- オマール海老のグラタン　トリュフ風味
- トリュフとフォアグラのパイ包み焼き　ソース・ペリグー
- 川カマスのクネル　ソース・ナンチュア（リヨンの伝統料理）
- 鶉のロースト　愛の巣仕立て　ジョエル風
- 地鶏のフリカッセ　ワインヴィネガー風味（リヨンの伝統料理）
- ブレス鶏（Bresse Gauloise）のムーサカ見立て
- ブレス鶏のヴェッシー包み（En vessie）　ソース・フルーレット（リヨンの伝統料理）
- ガトー・ショコラ　インペリアル　ジョエルのスペシャリテ